# Славко Милић
Славко Милић (Никшић, 3. септембар 1977) црногорски је научни радник, професор и публициста. Оснивач је и предсједник организације за безбједносна, социолошка и криминолошка истраживања „Дефендологија МНЕ”.

## Биографија
Славко Милић је рођен 3. септембра 1977. године у Никшићу. Завршио је средњу школу унутрашњих послова у Сремској Каменици, факултет за државне и европске студије у Подгорици и филозофски факултет у Никшићу. Добитник је државне награде Министрства науке Владе републике Црне Горе за суфинансирање магистарских студија. Од 2015. године предавач је на факултету за државне и европске студије.
Главни и одговорни је уредник научног часописа „Дефендологија МНЕ”. Редовни је члан и Предсједник скупштине књижевне заједнице "Владимир Мијушковић" из Никшића. Књигу прозе "Пушкарнице вјечности" објавио је 2023. године. Добитник је књижевне награде "Залога", за 2024. годину.